# Backford Cross
Backford Cross – wieś w Anglii, w hrabstwie ceremonialnym Cheshire, w dystrykcie (unitary authority) Cheshire West and Chester. Leży 8 km na północ od miasta Chester i 272 km na północny zachód od Londynu.